# 1.º Grupo Panzer (Alemanha)
O 1º Panzergruppe foi um Grupo de Exército Panzer da Alemanha na Segunda Guerra Mundial Foi formado em 16 de Novembro de 1940 a partir do XXII Corpo de Exército, sendo redesignado 1º Exército Panzer em 25 de Outubro de 1941.

## Comandantes
| Comandante                                      | Data                                           |
| ----------------------------------------------- | ---------------------------------------------- |
| Generalfeldmarschall Ewald von Kleist           | 16 Novembro 1940 - 21 de novembro de 1942      |
| Generaloberst Eberhard von Mackensen            | 21 de novembro de 1942 - 29 de outubro de 1943 |
| Generaloberst Hans-Valentin Hube                | 29 de outubro de 1943 - 21 de abril de 1944    |
| General der Infanterie Kurt von der Chevallerie | 21 de abril de 1944 - 18 de maio de 1944       |
| Generaloberst Erhard Raus                       | 18 de maio de 1944 - 15 de agosto de 1944      |
| Generaloberst Gotthard Heinrici                 | 15 de agosto de 1944 - 19 de março de 1945     |
| General der Panzertruppen Walther Nehring       | 19 de março de 1945 - 3 de abril de 1945       |
| General der Infanterie Wilhelm Hasse            | 3 de abril de 1945 - 4 de abril de 1945        |
| General der Panzertruppen Walther Nehring       | 4 de abril de 1945 - 8 de maio de 1945         |

## Chiefs of Staff
- Oberst Kurt Zeitzler (16 Novembro 1940 - 25 Outubro 1941)

## Oficiais de Operações
- Major Ernst Stübichen   (16 Novembro 1940 - 25 Outubro 1941)

## Área de Operações
- França (Novembro 1940 - Maio 1941)
- Frente Oriental, Setor Sul (Junho 1941 - Outubro 1941)

## Ordem de Batalha
27 de Junho de 1941
- XXXXVIII Corpo de Exército
- 16ª Divisão de Infantaria (mot.)
- 16ª Divisão Panzer
- 11ª Divisão Panzer
- III Corpo de Exército
- 13ª Divisão Panzer
- 25ª Divisão de Infantaria (mot.)
- 14ª Divisão Panzer
- XIV Corpo de Exército
- 9ª Divisão Panzer
- SS-Division Leibstandarte SS "Adolf Hitler"
- SS-Division “Wiking”

3 de Setembro de 1941
- XIV Corpo de Exército
- 16ª Divisão de Infantaria (mot.)
- 16ª Divisão de Infantaria (mot.)
- 9ª Divisão Panzer
- III Corpo de Exército
- 14ª Divisão Panzer
- 16ª Divisão de Infantaria (mot.)
- 13ª Divisão Panzer
- SS-Division “Wiking”
- 198ª Divisão de Infantaria
- XXXXVIII Corpo de Exército
- 16ª Divisão Panzer
- Hungarian Mobile Corps
- 1ª Brigada Motorizada (Hungria)
- 2ª Brigada Motorizada (Hungria)
- 1ª Brigada de Cavalaria (Hungria)
- Corpo di Spedizione Italiano in Russia (C.S.I.R.)
- 52ª Divisione di Fanteria Autotrasportabile “Torino” (Itália)
- 9ª Divisione di Fanteria Autotrasportabile “Pasubio” (Itália)
- 3ª Divisione Celere “Principe Amedeo Duca d’Aosta” (Itália)